# AGM–142 Have Nap
Az AGM–142 Have Nap egy Izraelben kifejlesztett levegő-föld rakéta, melyen az Egyesült Államok végzett módosításokat.